# Charles Murray (diplomate)
Pour les articles homonymes, voir Charles Murray et Murray.
Charles Augustus Murray (22 novembre 1806 - 3 juin 1895) est un écrivain et diplomate britannique.

## Jeunesse

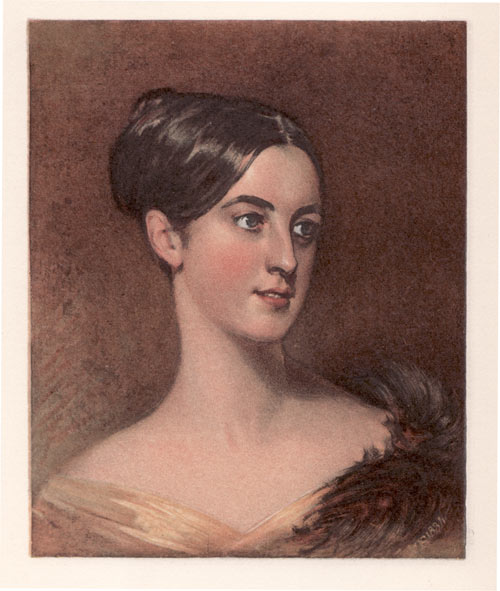
Sa première femme, Elise Wadsworth par Thomas Sully, 1834

Murray est le deuxième de trois fils de George Murray (5e comte de Dunmore), et de Lady Susan Hamilton. Son frère aîné est Alexander Murray (6e comte de Dunmore) qui épouse Lady Catherine Herbert (fille du 11e comte de Pembroke). Son frère cadet est l'hon. Henry Anthony Murray, un contre-amiral de la Royal Navy, décédé célibataire .
Ses grands-parents paternels sont Lady Charlotte Stewart (fille d'Alexander Stewart (6e comte de Galloway)) et John Murray (4e comte de Dunmore), ancien gouverneur colonial de la province de New York et de Virginie. Sa tante, Lady Augusta Murray, épouse le prince Augustus Frederick, un fils cadet du roi George III. Ses grands-parents maternels sont Archibald Hamilton (9e duc de Hamilton) et Lady Harriet Stewart (une fille d'Alexander Stewart (6e comte de Galloway)) . Il est le neveu de Lady Anne Hamilton (dame d'honneur de la reine Caroline), et Lady Charlotte Hamilton (épouse du 11e duc de Somerset) et de Alexander Hamilton (10e duc de Hamilton) et Lord Archibald Hamilton .
Il fait ses études au Collège d'Eton et Oriel College, Oxford, où il s'inscrit en 1824 et obtient son diplôme BA en 1827.
Murray passe plusieurs années à voyager à travers l'Europe et l'Amérique de 1835 à 1838, dont plusieurs mois avec une tribu Pawnee en 1835. Il décrit ses expériences dans son livre populaire Voyages en Amérique du Nord (1839). Là, il tombe amoureux d'Elizabeth "Elise" Wadsworth, une fille du propriétaire new-yorkais James Wadsworth qui désapprouve le mariage. Il tente de rester aux États-Unis en tant que secrétaire de la légation britannique, mais ne réussit pas à obtenir le poste. Il retourne en Angleterre et écrit de ses expériences dans un roman, The Prairie-Bird (1844).

## Carrière
À trois reprises, Murray se présente comme député, mais sans succès à chaque fois. Il obtient, de 1838 à 1844, un poste de maître de maison et de groom supplémentaire en attente à la cour de la jeune reine Victoria. Il perd sa place dans les réformes de la maison initiées par Albert, Prince Consort.

### Carrière diplomatique

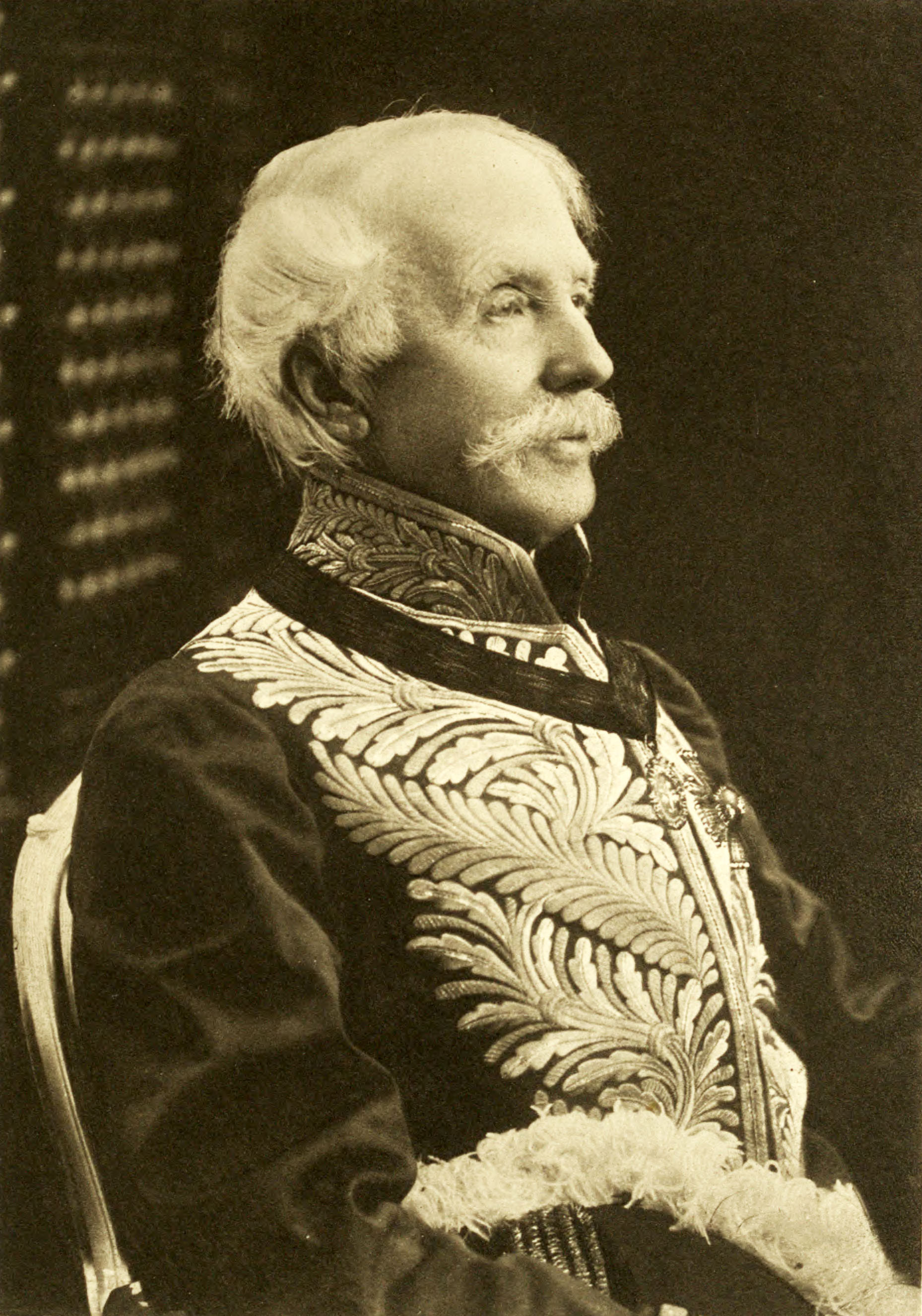
Sir Charles Murray dans les dernières années

Murray devient ensuite diplomate, servant d'abord de secrétaire de la légation à Naples. Il est consul général en Égypte de 1846 à 1853, en bons termes avec le vice-roi ottoman, Méhémet Ali. Pendant qu'il y est stationné, il organise le transport d'Obaysch l'hippopotame en Angleterre en 1850. Obaysch est le premier hippopotame en Angleterre depuis la préhistoire, et le premier en Europe depuis l'époque romaine. Pour cet exploit plus tard, et son affection claire pour la bête au zoo de Londres, il est surnommé "Hippopotamus Murray". Il fait également avancer la construction du chemin de fer vers Alexandrie.
À partir de 1853, Murray est pendant un an ministre plénipotentiaire de la Confédération suisse à Berne. Il est ensuite nommé ambassadeur britannique à la Cour du Shah de Perse en 1854. Le Shah, Nassereddine Shah et Murray se détestent immédiatement. L'attitude brutale de Murray enflamme un différend existant sur Hashim Khan, l'un des gardes du corps du Shah et officier de l'armée perse, qui prend un poste de secrétaire à l'ambassade britannique contre la volonté du Shah et de son Premier ministre. L'épouse de Hashim Khan fait l'objet de ragots généralisés concernant Murray et son prédécesseur en tant qu'ambassadeur; elle est aussi une sœur de la principale épouse du Shah, donc le scandale est politiquement explosif. L'épouse de Hashim Khan est arrêtée par son frère le 14 novembre 1855 pour défendre son honneur. Murray prend cela comme une insulte à la légation britannique; après avoir exigé sa libération, Murray rompt les relations diplomatiques le 20 novembre. Les relations anglo-perses étaient déjà tendues alors que le jeune Shah cherchait à annexer la ville de Hérat, un objectif qui a échappé à la dynastie Qajar auparavant; et la Grande-Bretagne, pour sa part, cherche à refuser un tel contrôle, de peur que la ville, considérée comme la «clé de l'Inde», ne tombe sous l'influence du patron de la Perse, la Russie. Le départ de Murray marque une rupture dans les relations anglo-persanes et contribue ainsi au déclenchement de la Guerre anglo-perse de 1856/7. Après la guerre, Murray reste ambassadeur jusqu'en 1859 .
En 1859, il devient envoyé auprès du roi de Saxe, servant jusqu'en 1866, date à laquelle il devient envoyé à Lisbonne de 1866 à 1874. À son retour au Royaume-Uni, il est nommé membre du Conseil privé en 1875 .

## Vie privée

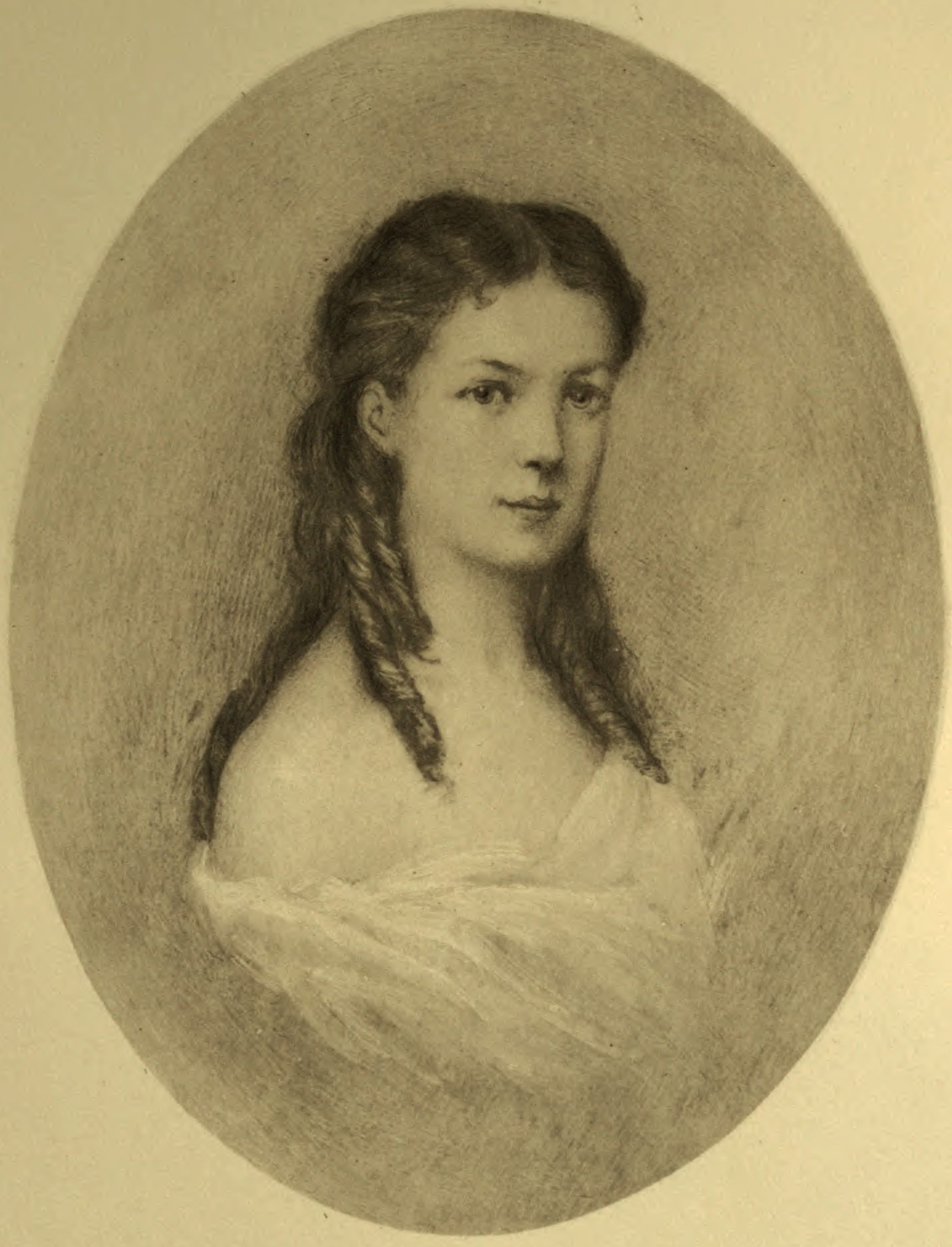
Edith Susan Esther FitzPatrick, deuxième épouse de Sir Charles

Après la mort du père d'Elizabeth Wadsworth, James Wadsworth, en 1844, Murray épouse Elise le 12 décembre 1850 lors d'une visite en Écosse alors qu'il est consul général au Caire . Après leur mariage, le couple retourne en Égypte ensemble. Elle meurt le 8 décembre 1851 peu de temps après avoir donné naissance à leur unique enfant: 
- Charles James Murray (en) (1851–1929), un homme politique et diplomate du Parti conservateur qui épouse Lady Anne Francesca Wilhelmina Finch, la fille unique de Heneage Finch (6e comte d'Aylesford)

Murray se remarie, le 1er novembre 1862, à sa cousine l'honorable Edith Susan Esther FitzPatrick, fille de John FitzPatrick (1er baron Castletown) et d'Augusta Mary Douglas (la fille du révérend. Archibald Douglas et la tante de Murray, Lady Susan Murray). De son second mariage, il est père de:
- Cecil Henry Alexander Murray (1866–1896), décédé en mer le 3 juin 1896 à l'âge de 30 ans [4]

Sir Charles est décédé le 3 juin 1895. Sa veuve meurt le 1er décembre 1906 .